# Monozyt

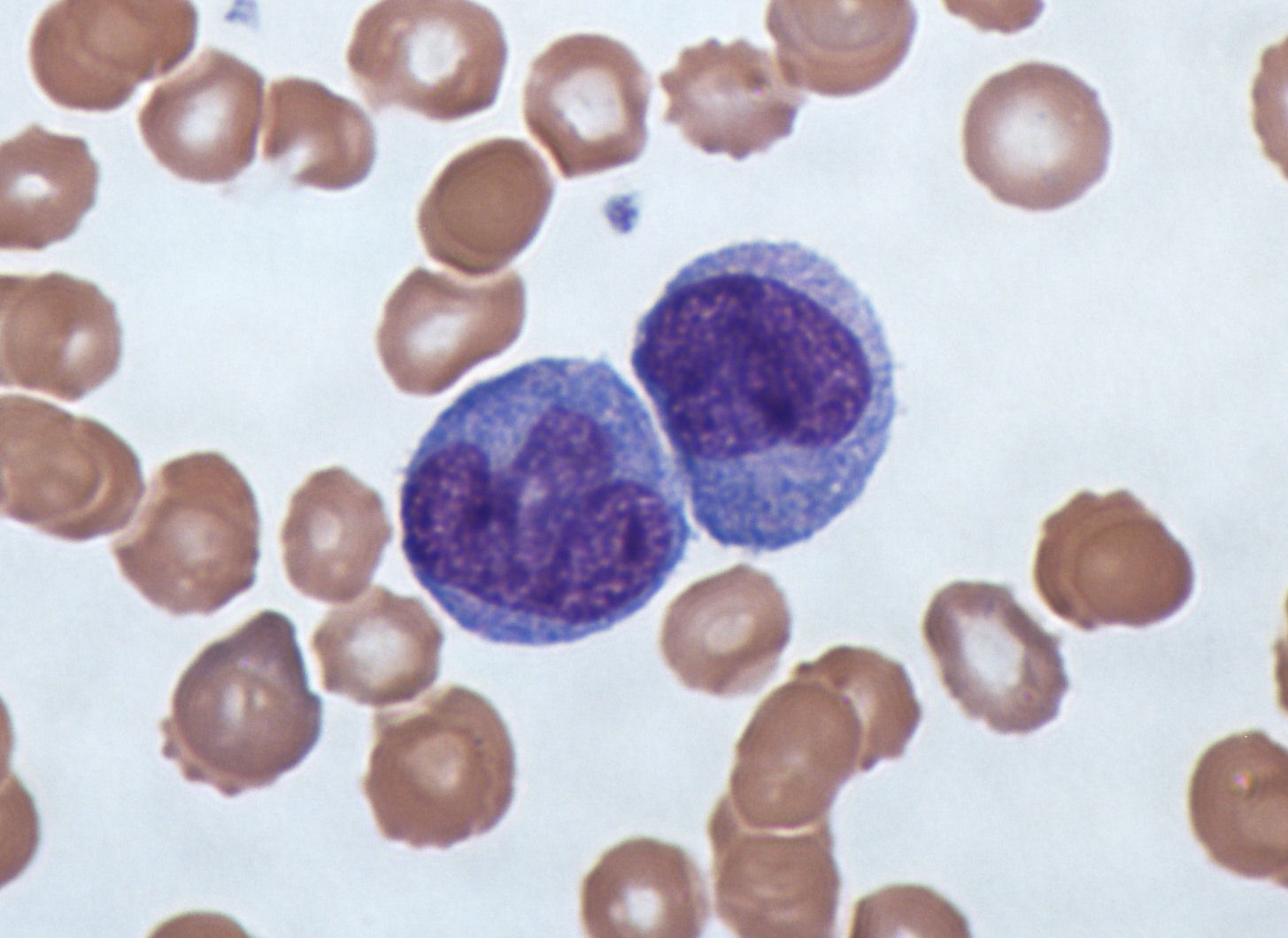
Zwei Monozyten, umgeben von Erythrozyten

Monozyten, auch Monocyten (von altgriechisch μόνος monos, deutsch ‚allein, einzig‘ und altgriechisch κύτος kýtos, deutsch ‚Höhlung, Gefäß, Hülle‘), sind im Blut zirkulierende Zellen des Immunsystems und die Vorläufer der u. a. in den Geweben lokalisierten Makrophagen sowie eines Teils der Dendritischen Zellen. Ihre Aufgabe ist die Zerstörung körperfremder Strukturen durch Phagozytose und die Aktivierung der erworbenen Immunabwehr mittels Antigenpräsentation. Der wichtigste Speicherort für Monozyten ist die Milz. Die Monozyten gehören sowohl zum spezifischen als auch zum unspezifischen Abwehrsystem. Zirkulierende Monozyten haben eine Lebensdauer von 1 bis 3 Tagen, bevor sie ausdifferenzieren und in die Gewebe einwandern. Dort leben sie als Makrophagen für mehrere Wochen bis Monate weiter.

## Aufbau
Mit einem Durchmesser von 5–20 µm gehören Monozyten zu den größten der weißen Blutkörperchen (Leukozyten) und machen ca. 3–8 % der Leukozyten-Population aus. Sie besitzen einen charakteristischen (von griech. monos, „einzig“) großen Kern von meist bohnenartiger Form und verhältnismäßig wenig Zytoplasma. Monozyten sind keine homogene Zellpopulation, sondern es werden verschiedene Subpopulationen unterschieden. Neben dem für Monozyten typischen Oberflächenmarker CD14 gibt es Subpopulationen, die zusätzlich bspw. den Marker CD16 tragen.
CD14++CD16+ Monozyten sind u. a. beschriebene Prädiktoren zukünftiger kardiovaskulärer Ereignisse bei Dialysepatienten, bei Patienten mit chronischer, nicht dialysepflichtiger Nierenerkrankung und bei Patienten mit koronarer Herzerkrankung. Da kaum Oberflächenmarker bekannt sind, die ausschließlich auf Monozyten exprimiert werden, werden Kombinationen von Oberflächenmarkern verwendet, um die Monozyten im Durchflusszytometer eindeutig zu identifizieren.
Seit 2010 werden zumindest drei Subpopulationen der Monozyten unterschieden:
- Classical monocytes (CD14++CD16−)
- Intermediate monocytes (CD14++CD16+)
- Non-classical monocytes (CD14+CD16++)

Die zur Identifikation herangezogenen Oberflächenmarker auf den Monozyten anderer Säugetiere unterscheiden sich zum Teil von denen des Menschen, was beispielsweise an den Spezies-assoziierten pH-Werten liegt.

## Entwicklung und Funktion
Im Knochenmark befindliche hämatopoetische (blutbildende) Stammzellen können sich bspw. unter Einfluss bestimmter Wachstumsfaktoren wie GM-CSF (Granulozyten-Makrophagen Kolonie-stimulierender Faktor) und M-CSF (Makrophagen Kolonie-stimulierender Faktor) in sogenannte Monoblasten entwickeln. Aus ihnen wiederum entwickeln („differenzieren“) sich Monozyten, die dabei das Knochenmark verlassen und in den Blutkreislauf übergehen. Dort zirkulieren sie für 1–3 Tage. Innerhalb dieses Zeitraums wandern sie bei Kontakt mit Infektionen in das betroffene Gewebe. Diese Fähigkeit haben Monozyten mit neutrophilen Granulozyten gemein, treffen jedoch zeitlich versetzt (bis zu einigen Tagen) am Infektionsort ein (genauere Beschreibung: siehe neutrophiler Granulozyt). Der wichtigste Speicherort der Monozyten ist die rote Milzpulpa, von der sie bei akuten Entzündungen in großer Zahl freigesetzt werden können. Während der Einwanderung in das Gewebe differenzieren sich Monozyten in Makrophagen. Auch vor der Differenzierung in Makrophagen sind Monozyten in der Lage, körperfremde Strukturen wie Mikroorganismen intrazellulär aufzunehmen und zu zerstören. Dadurch sind Monozyten zur Antigenpräsentation befähigt und initiieren auf diese Weise die erworbene Immunabwehr.
Monozyten können auch in vitro mit bestimmten Zytokinen stimuliert und in Dendritische Zellen oder Makrophagen differenziert werden.
Vesikel aus Membranfragmenten von Monozyten können sogenannte im Blut zirkulierende Mikropartikel bilden, die unter anderem Gewebefaktor (engl. tissue factor) enthalten. Dieser ist vor allem am Prozess der Blutgerinnung beteiligt.

## Zelluläre Signale
Bestandteile bakterieller Zellwände, bakterielle Lipoproteine oder Antigen-gebundene Antikörper aktivieren bestimmte Toll-ähnliche Rezeptoren (TLRs), die auf der Plasmamembran von Monozyten, Makrophagen und B-Zellen zu finden sind. Die Aktivierung von TLR2 und TLR4 wird über Signalweiterleitung ins Zell-Innere geführt. Infolgedessen werden z. B. entzündungsfördernde Stoffe (Mediatoren wie Interleukin-1β, Interleukin-6 oder der Tumor-Nekrose-Faktor) hergestellt oder der Phagozytose-Prozess eingeleitet.

## Monozyten-assoziierte Krankheiten
Monozyten und Makrophagen verarbeiten in natürlichem Maße LDL, einen wichtigen Teil des Fettstoffwechsels. Ist dieses jedoch durch Acetylierung des Protein-Anteils modifiziert, kann dieses oxidierte LDL nicht mehr verarbeitet werden und häuft sich im Zell-Inneren an. Die daraus entstandenen Makrophagen nennt man Schaumzellen. Sie gelten im Zusammenhang mit verletzten Blutgefäßen als Hauptursache der Arteriosklerose.
Eine Erhöhung der Monozyten-Anzahl infolge chronischer Entzündungen oder Nekrosen wird als Monozytose bezeichnet.
Eine erniedrigte Monozyten-Anzahl (Monozytopenie) kommt bei Infektionen des Blutes, Chemotherapien oder Knochenmarkserkrankungen vor. Das MonoMAC-Syndrom ist eine durch Mutation im GATA2-Gen bedingte Erkrankung mit einer Monozytopenie. Unbehandelt kann das Syndrom zu Tumoren (z. B. des Blutes) führen.

## Immunophänotyp
| Zellart             | CD11b | CD11c | F4/80 | Gr-1 | Ly6C | Ly6G | iNOS | TNFa |
| ------------------- | ----- | ----- | ----- | ---- | ---- | ---- | ---- | ---- |
| Monozyt             | +++   | -     | +     | +    | +++  | -    | +++  | +++  |
| Makrophage          | ++    | +     | +++   | +    | +/-  | -    | ++   | ++   |
| monozytoide MDSC    | ++    | +     | ++    | ++   | +++  | -    | +++  | +    |
| granulozyt. MDSC    | ++    | +     | -     | ++   | +    | ++   | +    | +    |
| plasmozyt. DC       | -     | +     | +/-   | +    | +    | -    | -    | -    |
| Tip DC              | +     | +     | -     | +    | -    | +    | ++   | ++   |
| CD4-CD8a- DC        | ++    | +++   | +     | -    | +/-  | -    | -    | +/-  |
| CD4-CD8a+ DC        | -     | +++   | -     | -    | +/-  | -    | -    | +/-  |
| CD4+CD8a- DC        | ++    | +++   | +     | +    | +/i  | -    | -    | +/-  |
| Knochenmark der. DC | +     | +     | +/-   | +    | -    | +/-  | +    | +    |
| Haut DC             | +     | +     | +/-   | ?    | ?    | ?    | +    | +    |
| Langerhanszelle     | +     | +     | +/-   | -    | -    | -    | +/-  | +    |

Tabelle ist im Original mit Referenzen für alle Artikel in PMID 22416241 (OA) enthalten
.